# لويد نولان
لويد نولان (بالإنجليزية: Lloyd Nolan)‏ هو ممثل أمريكي، ولد في 11 أغسطس 1902 بسان فرانسيسكو في الولايات المتحدة، وتوفي في 27 سبتمبر 1985 بلوس أنجلوس في الولايات المتحدة بسبب سرطان الرئة.

## أعمال

### أفلام
- (1945) المنزل الكائن بشارع 92
- (1945) شجرة تنمو في بروكلين
- (1957) موضع بايتون
- (1970) المطار[4][5][6]
- (1974) الزلزال[7]
- (1986) هانا وأخواتها[8]

## وصلات خارجية
- لويد نولان على موقع IMDb (الإنجليزية)
- لويد نولان على موقع ألو سيني (الفرنسية)
- لويد نولان على موقع أول موفي (الإنجليزية)
- لويد نولان على موقع قاعدة بيانات برودواي على الإنترنت (الإنجليزية)
- لويد نولان على موقع قاعدة بيانات برودواي على الإنترنت (الإنجليزية)
- لويد نولان على موقع قاعدة بيانات الأفلام السويدية (السويدية)
- لويد نولان على موقع إن إن دي بي (الإنجليزية)
- لويد نولان على موقع قاعدة بيانات الفيلم (الإنجليزية)
- لويد نولان على موقع كينوبويسك (الروسية)